# Hemidactylus dracaenacolus
Hemidactylus dracaenacolus is een gekko uit de familie Gekkonidae en het geslacht halfvingergekko's (Hemidactylus).

## Naam en indeling
De wetenschappelijke naam van de soort werd voor het eerst voorgesteld door Rösler en Wranik in 1999. De soortaanduiding dracaenacolus betekent vrij vertaald 'levend in Dracaena' en slaat op het feit dat de hagedis veel wordt gevonden in de nabijheid van de drakenbomen uit het geslacht Dracaena.

## Verspreiding en habitat
De soort komt voor in delen van het Midden-Oosten en leeft endemisch in Jemen. De hagedis is hier alleen gevonden op het eiland Socotra. De habitat bestaat uit droge savannen. De soort is aangetroffen op een hoogte van 762 tot 1004 meter boven zeeniveau. Hemidactylus dracaenacolus komt alleen voor op het Diksam Plateau. Het plateau en daarmee tevens het leefgebied van de soort heeft een omvang van 25 km2.

## Beschermingsstatus
Door de internationale natuurbeschermingsorganisatie IUCN is de beschermingsstatus 'ernstig bedreigd' toegewezen (Critically Endangered of CR).